# USY
USY són les inicials de United Synagogue Youth (en català: la joventut unida de la sinagoga) és el moviment juvenil de la Sinagoga Unida del Judaisme Conservador (en anglès estatunidenc: United Synagogue of Conservative Judaism) (USCJ).
La missió de l'organització és potenciar a la joventut jueva per desenvolupar amistats, habilitats de lideratge, un sentit de pertinença al poble jueu, un vincle profund, un amor per la Terra d'Israel, i un compromís per inspirar la vida jueva, a través d'unes experiències divertides i amb significat, basades en la ideologia del judaisme conservador.
Durant un any complet de programes, i oportunitats de dur a terme viatges domèstics i internacionals, els adolescents, entre el novè i el dotzè grau, se submergeixen en unes experiències basades en l'aprenentatge del judaisme conservador, en l'expressió de l'espiritualitat, i en la responsabilitat social. Els participants són inspirats per desenvolupar un profund sentit d'orgull i amor per la seva identitat jueva.
La USY opera als Estats Units i al Canadà, amb 350 capítols en 16 regions. "Kadima" és una paraula hebrea que significa "endavant", és un programa pels infants, entre el cinquè i el vuitè grau (pot variar segons la regió).
L'organització va ser fundada en 1951, sota la supervisió de la comissió juvenil de la United Synagogue of America ("la sinagoga unida d'Amèrica").
En 2017, la Convenció Internacional de la USY, es va celebrar a Chicago, Illinois, entre els dies 24 i 28 de desembre.